# Cyclodinus californicus
Cyclodinus californicus är en skalbaggsart som först beskrevs av Laferté-sénectère 1849.  Cyclodinus californicus ingår i släktet Cyclodinus och familjen kvickbaggar. Inga underarter finns listade i Catalogue of Life.